# 김기태 (축구 선수)
김기태(1993년 11월 10일 ~ )는 대한민국의 축구 선수이며, 포지션은 미드필더이다.